# 랩 어카운트
랩 어카운트(wrap account)는 투자자의 투자 포트폴리오와 재정 계획을 통합하고 관리하는 수단이다. 랩 비용 서비스는 수많은 금융 기관에 의해 제공된다. 랩 서비스는 일정한 비용을 내면 제공된다. 모든 관리비용을 커버한다. 이러한 유형의 서비스는 투자 플랫폼 또는 금융 플랫폼 서비스로 언급된다.

## 개요
자산종합관리계좌를 말한다. 투자자가 증권사에 돈을 맡기면서 자산운용에 대해 계약을 맺으면 그에 따라 증권사가 자산운용을 대신해 주는 계좌를 말한다. 현재의 증권사 브로커 업무와 자산운용·투자자문사가 하고 있는 위탁 운용업무의 중간쯤에 해당한다. 랩 어카운트는 1975년 미국에서 처음으로 선을 보였다.

## 역사
1990년대 중순까지 주요 미국 중개 기업들은 랩 어카운트를 제공하였다. 1994년, 과거 3%였던 비용은 최소 투자 금액을 이유로 하락하고 있었다.
랩 서비스는 오스트레일리아, 뉴질랜드에서 제공되었고 이후 2000년 경 영국에 도입되었다.

## 같이 보기
- 펀드 플랫폼
- 투자신탁